# Асаинов, Марат Майнышевич
Марат Майнышевич Асаинов (род. 1967) — заслуженный мастер спорта Республики Казахстан (армреслинг). Заслуженный тренер Республики Казахстан (армрестлинг)

## Карьера
С 13 лет начал заниматься тяжелой атлетикой, звание Мастер спорта СССР 1987 г.
С 1991 г. начал заниматься армрестлингом. Стал Чемпионом мира (1997 г.), Европы (1998 г.) и Азии (2000 г.).
Заслуженный мастер спорта Республики Казахстан.
Тренерскую деятельность начал в 1997 г. За время тренерской работы воспитал Чемпионов мира по армрестлингу Фугарова Александра, Ахмедова Заира (3х кратно), Дзеранова Георгия, Муратова Алижана. Чемпионов Азии: Исраилову Карлыгаш, Кобесова Александра, Ленкова Николая, Уманского Дениса, Фугарова Александра, Спатаева Тимура и других.
На данный момент является Президентом Федерации гиревого и армспорта  Республики Казахстан.

## Образование
В 1991 году окончил Целиноградский сельскохозяйственный институт (спец. «Сельское хозяйство», инженер-педагог).
В 2004 году окончил Кокшетауский государственный университет (спец. «Физкультура и спорт»,тренер-преподаватель).